# Dinoderus politulus
Dinoderus politulus är en skalbaggsart som beskrevs av Pierre Lesne 1941. Dinoderus politulus ingår i släktet Dinoderus och familjen kapuschongbaggar. Inga underarter finns listade i Catalogue of Life.